# Bart versus Austrálie
Bart versus Austrálie (v anglickém originále Bart vs. Australia) je 16. díl 6. řady (celkem 119.) amerického animovaného seriálu Simpsonovi. Scénář napsali Bill Oakley a Josh Weinstein a díl režíroval Wes Archer. V USA měl premiéru dne 19. února 1995 na stanici Fox Broadcasting Company a v Česku byl poprvé vysílán 23. září 1997 na stanici ČT1.

## Děj
Bart si všimne, že voda v umyvadle v koupelně odtéká vždy proti směru hodinových ručiček. Líza mu vysvětlí, že voda odtéká pouze po směru hodinových ručiček na jižní polokouli kvůli Coriolisově síle. Bart telefonuje do různých zemí na jižní polokouli, aby si to potvrdil, například na výzkumnou stanici v Antarktidě, do Buenos Aires, Santiaga a Burkiny Faso. Když Líza upozorní na to, jak drahé jsou zahraniční hovory, Bart místo toho zavolá na účet volaného do Austrálie, kde telefon zvedne chlapec jménem Tobias Drundridge. Bart se vydává za dospělého úředníka a dozvídá se, že umyvadlo i záchod odtékají po směru hodinových ručiček. Frustrovaný Bart požádá Tobiase, aby zkontroloval záchody u sousedů. Telefonát trvá šest hodin, protože Tobias bydlí ve venkovské lokalitě Squatter's Crog a Bart nepoloží telefon. 
O tři týdny později je Tobiasovu otci Brunovi za telefonát vyúčtováno 900 dolarů. Bruno volá Bartovi a požaduje zaplacení, ale Bart se mu jen vysmívá. Brunovým sousedem je však federální poslanec, který celou záležitost nahlásí premiérovi. Po několika dopisech od premiéra a generálního prokurátora Austrálie Barta obviní z podvodu. Přijíždí úředník amerického ministerstva zahraničí a vysvětluje, že Bart zhoršil již tak vyhrocené vztahy mezi Austrálií a Spojenými státy. Když Marge odmítne, aby ministerstvo zahraničí uvěznilo Barta na pět let, aby si Austrálii udobřilo, dohodne se ministerstvo na tom, že se Bart v Austrálii veřejně omluví. 
Simpsonovi dorazí do Austrálie a ubytují se na americkém velvyslanectví v Canbeře. Když Bart uvidí ceduli zakazující zahraničním návštěvníkům přivážet invazivní druhy, nechá na letišti svého domácího mazlíčka – žábu. Klokan žábu vloží do svého vaku pro vačnatce a přenese ji do volné přírody. Bart se veřejně omluví, ale nespokojený parlament požaduje, aby Bart dostal jako tělesný trest – kopanec velkou botou do hýždí. Zoufalý Bart a Homer utečou a rodina prchá na velvyslanectví, pronásledována velkým rozzuřeným davem. Po roztržce obě vlády navrhnou kompromis: jeden kopanec od předsedy vlády přes bránu velvyslanectví, a to obyčejnou botou s křídlovou špičkou. Marge protestuje, ale Bart s trestem souhlasí. Bart se však kopnutí vyhne a brouká si „The Star-Spangled Banner“. Rozhořčený dav vtrhne na velvyslanectví a Simpsonovi i zaměstnanci velvyslanectví jsou evakuováni vrtulníkem. Ze vzduchu si Simpsonovi všimnou, že se Bartova žába rozmnožila a její potomci pustoší australský ekosystém a farmy. Radostně se smějí, aniž by věděli, že se na palubě jejich vrtulníku usadil koala, jenž se může nechtěně dostat na území USA.

## Produkce
Epizodu napsali Bill Oakley a Josh Weinstein a režíroval ji Wes Archer. Scenáristé chtěli natočit díl, v němž Simpsonovi cestují do Austrálie, protože si mysleli, že všichni v Austrálii mají dobrý smysl pro humor a že „pochopí vtipy“. Štáb si už dříve v seriálu dělal legraci z několika amerických institucí a napadlo je, že by bylo zajímavé udělat si legraci z celého národa. Austrálii a Australany navrhli velmi nepřesně a mnoho věcí bylo z legrace zcela vymyšlených. Animátoři však získali dva australské turistické průvodce, kteří jim pomohli s návrhem australské krajiny a budov, stejně jako americké ambasády. Scenáristé pro tuto epizodu provedli výzkum Coriolisovy síly. Lízino vysvětlení tohoto efektu je nesprávné; ovlivňuje globální vývoj počasí a je způsoben otáčením zeměkoule kolem své osy. Vzdálenosti, na které se projevuje, když odtéká voda ze záchodu nebo umyvadla, jsou příliš malé na to, aby ho ovlivňovaly.
V roce 1999 použila australská studia Fox Studios v Sydney jinou verzi dílu jako součást své atrakce The Simpsons Down Under. Kontaktovali scenáristy Simpsonových a požádali je, zda by na základě této epizody nenapsali scénář pro atrakci, epizoda byla pro atrakci znovu sestříhána a oživena a byly do ní zařazeny nové scény. Atrakce obsahovala technologii snímání pohybu, která umožňovala přeměnit obličeje a výrazy diváků na pohybující se kreslené postavičky.

## Kulturní odkazy
Děj epizody je založen na příběhu Michaela Faye, amerického mladistvého, jenž byl v roce 1994 v Singapuru potrestán rákoskou za demolování automobilů. Tato epizoda utvrzovala populární mýtus, že Coriolisova síla ovlivňuje pohyb stok na severní a jižní polokouli. Ve skutečnosti Coriolisova síla ovlivňuje globální průběh počasí. Množství vody v záchodě nebo umyvadle je příliš malé na to, aby ho ovlivnil.
Během scény, v níž Bart volá na různá místa na jižní polokouli, zavolá na telefon auta patřícího muži, který vypadá jako starší verze vůdce Adolfa Hitlera žijícího v Buenos Aires, což odkazuje na populární konspirační teorii, že Hitler předstíral svou smrt a po skončení druhé světové války uprchl do Argentiny. 
Když Bart telefonuje s chlapcovým otcem, řekne: „Hej! Myslím, že slyším dinga, jak ti žere dítě!“, čímž odkazuje na případ Azaria Chamberlaina, desetitýdenního dítěte, které zabili dingové. Žáby, jež ovládnou Austrálii a zničí veškerou úrodu, jsou odkazem na ropuchu obrovskou, která byla původně do Austrálie vysazena, aby chránila cukrovou třtinu před třtinovým broukem, ale stala se v zemi škůdcem.
Když jde rodina Simpsonových do australské hospody, Bart si u stolu hraje s kapesním nožem a jeden muž se ho zeptá: „Tomu říkáte nůž?“, a když muž vytáhne z kapsy lžíci, řekne: „Tohle je nůž.“. Tato scéna je odkazem na slavnou scénu z filmu Krokodýl Dundee, v níž Micka Dundeeho ohrožují nějací zločinci vystřelovacím nožem a Mick vytáhne nůž bowie a řekne: „To není nůž, tohle je nůž!“. Simpsonovým je americkým ministerstvem zahraničí promítnuta diapozitivní ukázka zobrazující zabedněné kino s nápisem „Yahoo Serious Festival“, což je narážka na australského herce a režiséra Yahooa Seriouse. Wez, jedna z postav filmu Šílený Max 2 – Bojovník silnic z roku 1981, je vidět v australském davu, který pronásleduje Barta a Homera na americké velvyslanectví.

## Přijetí

### Kritika
Po odvysílání epizoda získala pozitivní hodnocení od fanoušků i televizních kritiků. 
Ryan Keefer v recenzi šesté série na DVD uvedl, že „jsou zde přítomny všechny australské vtípky, které očekáváte. Bartův mezinárodní incident je k popukání, a to odshora až dolů. Jeho telefonáty do jiných zemí (zejména do Buenos Aires) jsou fantastické. Jedná se o jednu z nedoceněných epizod v rámci celého seriálu.“
Časopis Vanity Fair díl v roce 2007 označil za druhou nejlepší epizodu Simpsonových.
Díl byl také nominován na cenu Emmy v roce 1995 v kategorii vynikající individuální úspěch v mixáži zvuku pro komediální seriál nebo speciál.

### Reakce v Austrálii
Epizoda se v Austrálii setkala se smíšeným přijetím, někteří australští fanoušci tvrdili, že epizoda je výsměchem jejich zemi. Krátce po jejím odvysílání obdrželi zaměstnanci Simpsonových více než 100 dopisů od Australanů, které díl urazil a kteří si stěžovali na australský přízvuk použitý v epizodě, který „zněl spíše jako jihoafrický“. Scenárista a producent Simpsonových Mike Reiss prohlásil, že tento díl je nejméně oblíbenou australskou epizodou a že „kdykoli Simpsonovi navštíví jinou zemi, ta země zuří, včetně Austrálie“. Tvrdil, že po odvysílání epizody byli „odsouzeni v australském parlamentu“.
James Joyce z listu Newcastle Herald uvedl, že byl šokován, když epizodu viděl poprvé: „Koho se tady Američané snaží oblbnout? Souhlasím, že Austrálie má své chyby, stejně jako každá jiná země. Ale vysmívat se nám do tváře kvůli tomu a pak zesměšňovat naše dědictví rozhodně nebylo na místě. Naši zemi to ztrapnilo a ponížilo, stejně jako to z nás udělalo totální idioty.“. Warren Martyn a Adrian Wood, autoři knihy I Can't Believe It's a Bigger and Better Updated Unofficial Simpsons Guide, doporučili, že epizodu je „nejlepší sledovat s Australany, kteří budou, možná pochopitelně, roztrpčeni svým zobrazením. Po útoku na Francouze jde o zlý, nevlídný, urážlivý a úžasně zábavný masakr australské kultury ze strany tvůrců Simpsonových.“
David Mirkin, jenž epizodu produkoval, na kritiku reagoval v rozhovoru pro list The Newcastle Herald slovy: „Máme rádi, když Simpsonovi, celá rodina, cestují, a tohle byl začátek. Austrálie byla fantastická volba, protože má spoustu bizarních vizuálních věcí. A je to země, která je opravdu velmi blízká Americe, velmi s ní souzní. Jsme si tak podobní, ale přesto jsou tu všechny ty fantastické rozdíly, důvěrně známé, a přesto zvrácené. Byl to záměr, aby to bylo velmi nepřesné. To byla naše zlá stránka, která se projevila.“. Přestože byla epizoda kritizována za zesměšňování země, dočkala se pozitivních ohlasů i od Australanů. Jim Schembri z australských novin The Age ji označil za nejvtipnější díl vůbec.
V epizodě Tobiasův otec mluví o australských dolarech jako o „dollarydoos“, což vedlo k petici na webu Change.org za změnu názvu australské měny na dollarydoos. Petice tvrdí, že změna názvu povzbudí strádající australskou ekonomiku. Když byla petice uzavřena, získala 69 574 podpisů.

### Sledovanost
V původním vysílání skončil díl v týdnu od 13. do 19. února 1995 na 56. místě v žebříčku sledovanosti s ratingem 9,1 podle agentury Nielsen a byl čtvrtým nejsledovanějším pořadem stanice Fox v tomto týdnu. Epizoda se od té doby stala studijním materiálem pro kurzy sociologie na Kalifornské univerzitě, kde se používá ke „zkoumání otázek produkce a recepce kulturních objektů, v tomto případě satirického kresleného pořadu“, a ke zjištění, co se „snaží divákům sdělit o aspektech především americké společnosti a v menší míře i o jiných společnostech“.